# Reforma monetária
O termo reforma monetária descreve qualquer movimento ou teoria que proponha um sistema diferenciado de abastecimento e disponibilidade de moeda e financiamento para o sistema econômico atual.
Os reformadores monetários podem defender qualquer das seguintes situações, entre outras propostas:
- Retorno ao padrão ouro (também padrão prata ou bimetalismo);[2]

- A emissão de títulos de crédito sem cobrança de juros, com lastro e controle do governo, através de um banco central. O valor de tais créditos livres de juros seria  simplesmente reembolsado, pois seu destino final seria a melhoria de infraestruturas públicas e investimento privado produtivo. Esta proposta busca superar a acusação de que o dinheiro livre de dívidas causaria inflação;[3][4][5]

- A emissão de crédito social - o dinheiro "livre de dívidas", emitido diretamente do Tesouro Nacional - em vez do fornecimento de "dinheiro fresco" intermediado por um banco central, na forma de títulos remunerados. Esses pagamentos diretos seriam feitas para "reabastecer" ou compensar a população por perdas líquidas. Argumentam alguns reformadores monetários  que a população sofre com um sistema monetário com várias reservas fracionárias, que mitiga o  acesso ao crédito;[6][7]

- A disponibilidade completa do sistema de reservas bancário, o lastro do mercado financeiro, para o sistema bancário privado, como forma de aumentar o crédito e baratear os empréstimos.